# Arnold Pagenstecher

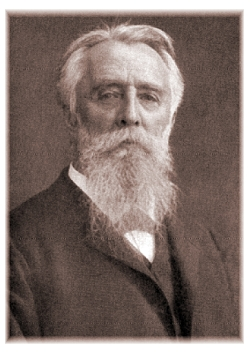
Arnold Pagenstecher

Arnold Andreas Friedrich Pagenstecher (* 25. Dezember 1837 in Dillenburg; † 11. Juni 1913 in Wiesbaden) war ein deutscher Arzt und Entomologe.

## Leben
Pagenstecher wurde als Sohn des Hofgerichtsrats Ernst Alexander Pagenstecher und dessen aus Frankfurt stammender Gattin Johanna Scherbius geboren. Nach dem Abitur am Humanistischen Gymnasium in Wiesbaden studierte er ab 1855 an den Universitäten in Würzburg, Berlin und Utrecht Medizin. 1861 kehrte er nach Wiesbaden zurück und begann an der Augenheilanstalt seines Cousins Alexander Pagenstecher zu praktizieren. 1863 ließ er sich als praktischer Arzt und Spezialist für Ohrenheilkunde nieder und heiratete eine geborene von Rössler. 1876 wurde er dann zum Sanitätsrat und 1896 zum Geheimen Sanitätsrat berufen.

## Ehrenamtliche Tätigkeit

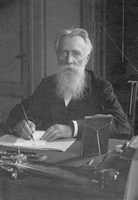
Arnold Pagenstecher

Von 1868 bis 1880 war Pagenstecher Mitglied des Gemeinderats von Wiesbaden, ab 1891 Stadtverordneter und ab 1902 Stadtverordneten-Vorsteher von Wiesbaden. Wegen seines Engagements für das Wohl der Stadt wurde Pagenstecher 1907 zum Ehrenbürger ernannt.
Neben seiner beruflichen Tätigkeit wurde Pagenstecher von 1882 bis 1900 vom preußischen Staatsministerium als Sekretär des Nassauischen Vereins für Naturkunde und Inspektor des Naturhistorischen Museums eingesetzt. Nach Übernahme der drei Wiesbadener Museen durch die Stadt wurde er 1900 zum Direktor des Naturhistorischen Museum bestellt. Eine solche Tätigkeit erfolgte ehrenamtlich und Pagenstecher hatte weiterhin seine Praxis zu versorgen.
Wegen des akuten Platzmangels der wissenschaftlichen Sammlungen setzte er sich zusammen mit Remigius Heinrich Fresenius (1847–1920) für den Neubau des Museums an der heutigen Friedrich-Ebert-Allee ein. Da die Stadt Wiesbaden einen Neubau in Aussicht stellte, kam es ab 1896 zu Übernahme-Verhandlungen mit Vertretern aus Berlin. Mit dem Kustos Eduard Lampe (1871–1919) konnte Pagenstecher maßgeblich Einfluss auf die Gestaltung der auch heutigen Ansprüchen noch genügenden Ausstellungs- und Arbeitsräume nehmen, die von Theodor Fischer ab 1911 geplant wurden. Den Baubeginn 1913 erlebte Pagenstecher dann aber nicht mehr. 1908 würdigte der Verein seine Verdienste mit der Verleihung der Ehrenmitgliedschaft.
Darüber hinaus war er in zahlreichen gemeinnützigen Vereinen aktiv tätig, beispielsweise als Vorsitzender des Wiesbadener Hilfsvereins des Viktoriastifts Kreuznach, als stellvertretender Vorsitzender des Wiesbadener Vereins vom Roten Kreuz und als Vorstandsmitglied des Nassauischen Diakonissen-Mutterhauses Paulinenstiftung.

## Wissenschaftliches Werk

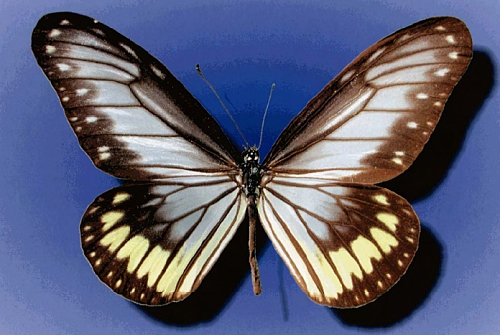
Ideopsis vitrea vitrea (Blanchard) von Sulawesi aus Pagenstechers Schmetterlingssammlung

Das wissenschaftliche Hauptwerk Pagenstechers lässt sich in zwei Bereiche gliedern:
- Medizinisch-anatomische Forschung, wobei Schriften zur Augen- und Ohrenheilkunde überwiegen. Pagenstecher hat sich auch intensiv mit dem Nutzen der Badekultur beschäftigt.
- Entomologische Studien, insbesondere an Schmetterlingen (Lepidoptera), wobei die Ritterfalter (Papilionidae) des Indomalayischen Archipels den größten Umfang einnehmen. Durch die Bearbeitung von Material aus zahlreichen Regionen erwarb er sich auf dem Gebiet der Biogeographie umfangreiche Kenntnisse. Das zentrale Werk seiner Studien konnte er 1909 unter dem Titel Die geographische Verbreitung der Schmetterlinge in Jena veröffentlichten.

Insgesamt stammen über 90 wissenschaftliche Arbeiten aus seiner Hand. Dabei hat er selbst mehr als 250 Schmetterlingsarten erstmals beschrieben.
Im Museum Wiesbaden baute er eine Hauptsammlung für die Schmetterlingssammlung auf. Dabei konnte er die Übernahme zahlreicher Privatsammlung erreichen, so die Sammlungen von M.J. Bastelberger, August Fuchs und Adolf Rössler. Mit über 600.000 Exemplaren und hunderten von Typen handelt es sich auch heute noch um eine bedeutsame Sammlung in Europa. Sein eigener Anteil beschränkt sich dabei nicht allein auf die Ritterfalter, auch wenn Pagenstecher eine Weltsammlung der Parnassiinae aufgestellt hat.

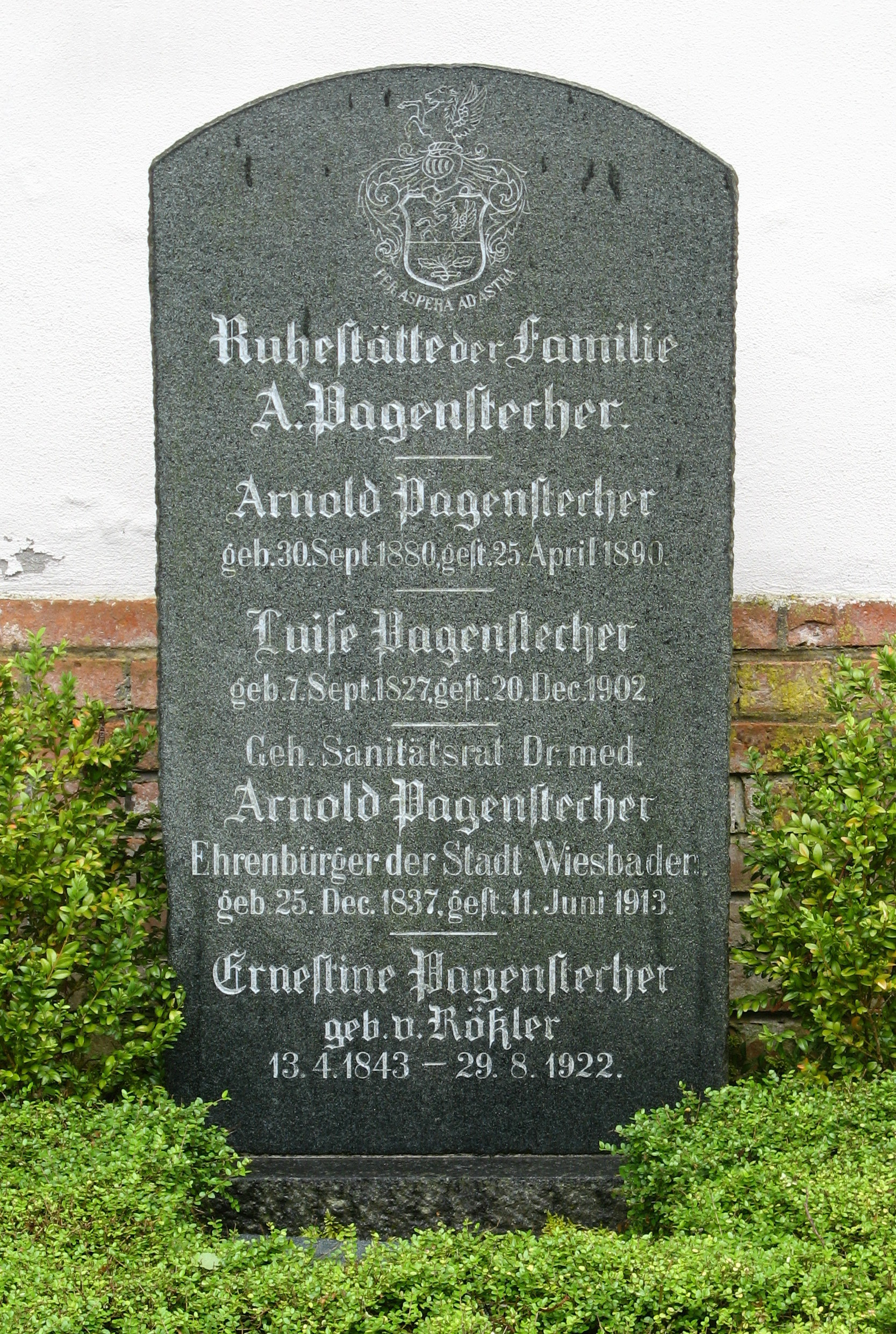
Grab von Arnold Pagenstecher auf dem Nordfriedhof in Wiesbaden

## Ehrungen
- 1907 Ehrenbürger der Stadt Wiesbaden
- 1908 Ehrenmitglied des Nassauischen Vereins für Naturkunde

## Schriften
- mit Alexander Pagenstecher und Theodor Saemisch: Klinische Beobachtungen aus der Augenheilanstalt in Wiesbaden. Wiesbaden 1861–1862
- Stammbaum der Familie Pagenstecher. C. Ritter, Wiesbaden 1895 Digitalisat